# Ravenna (Ohio)
Ravenna – miasto w Stanach Zjednoczonych, w stanie Ohio. Liczba mieszkańców w 2000 roku wynosiła 11 803.

## Klimat
Miasto leży w strefie klimatu kontynentalnego, z gorącym latem, należącego według klasyfikacji Köppena do strefy Dfa. Średnia temperatura roczna wynosi 11,6°C, a opady 1000,8 mm (w tym do 110 cm opadów śniegu). Średnia temperatura najcieplejszego miesiąca - lipca wynosi 23,6°C, podczas gdy najzimniejszego - stycznia -1,7°C.